# Liolaemus crepuscularis
Espèce
Statut de conservation UICN

 LC  : Préoccupation mineure
Liolaemus crepuscularis est une espèce de sauriens de la famille des Liolaemidae.

## Répartition
Cette espèce est endémique de la province de Catamarca en Argentine. Elle se rencontre au-dessus de 2 800 m d’altitude. Elle vit dans la pré-puna, la végétation est majoritairement composée de Festuca, Pappophorum et Satureja parvifolia.

## Description
C'est un saurien vivipare.

## Publication originale
- Abdala & Gomez Diaz, 2006 : A new species of the Liolaemus darwinii group (Iguania: Liolaemidae) from Catamarca Province, Argentina. Zootaxa, no 1317, p. 21–33.